# Cupa României 2017/18
Der Cupa României wurde in der Saison 2017/18 zum 80. Mal ausgespielt. Im Endspiel siegte der CS Universitatea Craiova gegen FC Hermannstadt mit 2:0.

## Modus
Die Klubs der Liga 1 stiegen erst in der Runde der letzten 32 Mannschaften ein. Es wurde jeweils nur eine Partie ausgetragen, das Halbfinale wurde in Hin- und Rückspiel entschieden. Fand nur eine Partie statt und stand diese nach 90 Minuten unentschieden oder konnte in beiden Partien unter Berücksichtigung der Auswärtstorregel keine Entscheidung herbeigeführt werden, folgte eine Verlängerung von 30 Minuten. Falls danach noch immer keine Entscheidung gefallen war, wurde die Entscheidung im Elfmeterschießen herbeigeführt.

## Sechzehntelfinale
| Datum            |                        | Ergebnis              |                          |
| ---------------- | ---------------------- | --------------------- | ------------------------ |
| 24. Oktober 2017 | FC Argeș Pitești       | 1:2                   | FC Politehnica Iași      |
|                  | FC Petrolul Ploiești   | 1:1 n. V. (3:4 i. E.) | CS Mioveni               |
|                  | Universitatea Cluj     | 2:1                   | CS Știința Miroslava     |
|                  | Sepsi Sfântu Gheorghe  | 0:2                   | CS Universitatea Craiova |
| 25. Oktober 2017 | FC Hermannstadt        | 1:0 n. V.             | FC Voluntari             |
|                  | FC Academica Clinceni  | 0:1                   | FC Chindia Târgoviște    |
|                  | CS Afumați             | 5:2                   | UTA Arad                 |
|                  | AFC Unirea Slobozia    | 4:0                   | ASA Târgu Mureș          |
|                  | Metaloglobus București | 1:2                   | Gaz Metan Mediaș         |
|                  | Dacia Unirea Brăila    | 1:2                   | Juventus Bukarest        |
|                  | CSM Școlar Reșița      | 2:4                   | FC Viitorul Constanța    |
|                  | CS Concordia Chiajna   | 0:3                   | Astra Giurgiu            |
|                  | ASU Poli Timișoara     | 0:1                   | ACS Poli Timișoara       |
|                  | Sănătatea Cluj         | 1:6                   | Steaua Bukarest          |
| 26. Oktober 2017 | FC Botoșani            | 1:1 n. V. (3:2 i. E.) | CFR Cluj                 |
|                  | CS Aerostar Bacău      | 0:1                   | Dinamo Bukarest          |

## Achtelfinale
| Datum             |                       | Ergebnis              |                          |
| ----------------- | --------------------- | --------------------- | ------------------------ |
| 28. November 2017 | AFC Unirea Slobozia   | 0:2                   | FC Politehnica Iași      |
|                   | CS Afumați            | 2:3 n. V.             | CS Universitatea Craiova |
|                   | FC Botoșani           | 3:2                   | FC Viitorul Constanța    |
| 29. November 2017 | CS Mioveni            | 0:1                   | Gaz Metan Mediaș         |
|                   | Universitatea Cluj    | 1:1 n. V. (1:3 i. E.) | Dinamo Bukarest          |
| 30. November 2017 | FC Hermannstadt       | 2:0                   | Juventus Bukarest        |
|                   | FC Chindia Târgoviște | 0:2 n. V.             | Astra Giurgiu            |
|                   | ACS Poli Timișoara    | 0:3                   | Steaua Bukarest          |

## Viertelfinale
| Datum            |                          | Ergebnis  |                     |
| ---------------- | ------------------------ | --------- | ------------------- |
| 27. Februar 2018 | Gaz Metan Mediaș         | 1:0       | Astra Giurgiu       |
| 01. März 2018    | FC Hermannstadt          | 3:0       | Steaua Bukarest     |
| 06. März 2018    | CS Universitatea Craiova | 1:0       | Dinamo Bukarest     |
| 13. März 2018    | FC Botoșani              | 3:2 n. V. | FC Politehnica Iași |

## Halbfinale
| Datum                  |                          | Gesamt |                  | Hinspiel | Rückspiel |
| ---------------------- | ------------------------ | ------ | ---------------- | -------- | --------- |
| 17. April/09. Mai 2018 | FC Hermannstadt          | 4:2    | Gaz Metan Mediaș | 1:0      | 3:2       |
| 19. April/10. Mai 2018 | CS Universitatea Craiova | 6:3    | FC Botoșani      | 5:1      | 1:2       |

## Finale
| Paarung                  | FC Hermannstadt – CS Universitatea Craiova |
| Ergebnis                 | 0:2 (0:1) |
| Datum                    | 27. Mai 2018 |
| Stadion                  | Arena Națională, Bukarest |
| Zuschauer                | 30.642 |
| Schiedsrichter           | Marcel Bîrsan (Bukarest) |
| Tore                     | 0:1 Gustavo Vagenin (30.) 0:2 Alexandru Mitriță (58.) |
| FC Hermannstadt          | Cătălin Căbuz, Alexandru Coman, Radu Crișan, Ionuț Stoica, Daniel Tătar, Răzvan Dâlbea (64. Alexandru Curtean), Robert Boboc, Andrei Hergheligiu (69. Cosmin Neagu), Bogdan Rusu, Petrișor Petrescu, Ștefan Blănaru (77. Lucian Dumitriu). Cheftrainer: Alexandru Pelici                    |
| CS Universitatea Craiova | Miodrag Mitrović, Tiago Ferreira, Răzvan Popa, Renato Kelić, Ivan Martić, Alexandru Mateiu, Christo Slatinski, Nicușor Bancu, Gustavo Vagenin (74. Domonik Glavina), Alexandru Băluță (90. Radoslaw Dimitrow), Alexandru Mitriță (84. Andrei Burlacu). Cheftrainer: Devis Mangia ( Italien) |